# Forsvarets spesialstyrker

Wappen der Forsvarets spesialstyrker

Forsvarets spesialstyrker ist ein Verbundkommando der Norwegischen Streitkräfte zuständig für Spezialeinheiten. Geleitet wird die Einheit von einem Generalmajor oder einem Konteradmiral. Sitz des Kommandos ist die Akershus festning in Oslo.
Entstanden ist das Kommando am 1. Januar 2014 aus einer Abteilung beim Forsvarsstaben. Es ist zuständig, die beiden Spezialeinheiten Forsvarets Spesialkommando des Heeres und Marinejegerkommandoen der Marine zu führen. Jedoch bleiben die Einheiten Teil ihrer Teilstreitkraft und auch ist die Ausbildung der beiden Spezialeinheiten dort geblieben.

## Kommandeure
- Flaggenkommandeur Nils Johan Holte 1. Januar 2014[3]–1. September 2017[4]
- Generalmajor Torgeir Gråtrud 1. September 2017[4]–27. April 2022[5]
- Flaggenkommandeur Christian Harstad 27. April 2022[5]–17. Juni 2022[6]
- Generalmajor Joar Eidheim 17. Juni 2022[6]–heute

## Sersjantmajor
Der Sersjantmajor der forsvarets spesialstyrker ist der oberste Unteroffizier der Einheit:
- Fredrik Borchgrevink - ab 2017, ehemaliger Sersjantmajor[7][8]
- Gjert Grave - aktueller Sersjantmajor[9][10]

## Lohn
Zum 1. Januar 2023 betrug der Jahreslohn von Joar Eidheim 1.301.200 Kronen und von Fredrik Borchgrevink 839.900 Kronen.